# 流星ワゴン
『流星ワゴン』（りゅうせいワゴン）は、重松清による長編小説。2001年1月号から12月号まで講談社の月刊小説誌『小説現代』に連載され、2002年2月8日に講談社から単行本が刊行された。直木賞受賞 （『ビタミンF』で2000年下半期）後初の長篇である。2002年度の本の雑誌年間ベスト1に輝いた。2005年2月15日には講談社文庫版が刊行された。
2015年1月期にTBSテレビで実写テレビドラマ化された。

## あらすじ
永田一雄は死んでもいいか、と思っていた。
仕事はリストラされ、妻からは離婚を求められ、子供は受験失敗で引きこもり。故郷で入院している父の見舞いに行った際に受け取るお車代の余りで何とか暮らしている有様であった。父も癌でいつ死ぬかもわからない。父の見舞い帰りに駅前で酒を飲んで酔っ払っていると、ロータリーに1台の車が停まっていることに気づく。車には、交通事故で死亡したと5年前に新聞で読んだ憶えがある橋本親子が乗っていた。橋本に言われるがままに車に乗り込む一雄。車は一雄を人生の分岐点へと連れ戻す。
降り立ったのは、仕事の途中で妻を見かけた日であった。他人の空似かと仕事に戻ろうとしたところに、一人の男が目の前に現れた。一雄はその男をよく知っていた。今の自分と同い年の、38歳の時の父であった。

## 登場人物
永田一雄
38歳。勤めていた会社をリストラされた。人生をやり直していくうちに、多くの事を知るようになる。
永田忠雄
一雄の父。瀬戸内海近辺の病院に末期がんで入院している。金融業を営んでいたが、今は長女の夫の伸之に任せている。ひょんなことから、38歳の姿で一雄の前に現れる。愛称は「チュウさん」。記憶も38歳までしかない。
永田美代子
一雄の妻。一雄に離婚を申し出る。
永田広樹
一雄の一人息子。中学受験に失敗し、そのせいでイジメにあって引きこもる。
智子
一雄の妹。故郷に残って忠雄の面倒を見ている。
伸之
智子の夫。忠雄に代わって会社を切り盛りしている。
橋本義明
5年前に自身が運転する車で交通事故を起こして死亡した。健太の義父。生きていれば一雄と同い年。
橋本健太
5年前に義明が運転する車に同乗し死亡した。母親に逢いたがっている。

## 舞台

### 劇団銅鑼版
2005年に劇団銅鑼にて舞台化・初演され、2006年・2007年・2008年・2010年と続けて上演されている。脚色は青木豪、演出は磯村純（青年座）。
キャスト
- 永田一雄 - 立野元彦/井上太
- 永田美代子 - 馬渕真希
- 永田忠雄 - 久保田勝彦
- 橋本義明 - 三田直門
- 男 - 中山陽介
- 女 - 染谷麻衣（劇団昴）

### 演劇集団キャラメルボックス版
2011年に演劇集団キャラメルボックスにて舞台化された。原作と大きく違う点として、主点が本の読者である小島孝美（舞台オリジナル）の視点で描かれている。脚本は成井豊、演出は成井豊+真柴あずき。OPテーマとしてSEKAI NO OWARIの『スターライトパレード』が使用されている。
また、本作をキャラメルボックスで舞台化したいと最初に提案したのは当時劇団員だったOBの上川隆也。2005年時に問い合わせたが別の劇団が計画しているということで一度断念した後、重松清と小野真弓がナビゲーターをしているMBSラジオの『マイ・ストーリー』でキャラメルボックス劇団員が朗読を担当することとなり、それをきっかけに上演が実現した。
キャスト
- 永田一雄 - 阿部丈二
- 橋本義明 - 西川浩幸
- 橋本健太 - 林貴子
- 永田忠雄 - 三浦剛
- 永田美代子 - 岡内美喜子
- 永田広樹 - 原田樹里
- 永田悌子（一雄の母） - 大森美紀子
- 武藤智子（一雄の妹） - 前田綾
- 武藤伸之（智子の夫） - 菅野良一
- 橋本仁恵（健太の母） - 岡田さつき
- 蝶野礼二郎（一雄の同僚） - 畑中智行
- 小島孝美（読者） - 坂口理恵

## テレビドラマ
2015年1月18日から3月22日まで毎週日曜 21:00 - 21:54に、TBS系「日曜劇場」枠で放送された。主演は西島秀俊と香川照之。
西島は結婚後連続ドラマは初出演にして初主演となった。
同枠では2013年1月期に放送された『とんび』以来の重松作品のドラマ化でもあった。

### キャスト
詳細な人物設定は原作の登場人物を参照。本項ではドラマ独自の人物設定を記載。

#### 2013年 - 2015年

##### 主要人物
- 永田 一雄 - 西島秀俊（幼少期：佐藤詩音）
- 永田 忠雄 - 香川照之
- 永田 美代子 - 井川遥

##### 主要人物の関係者
- 永田 智子 - 市川実和子（幼少期：梅垣日向子）
- 永田 澄江 - 倍賞美津子（若年期：渡辺真起子）
- 永田 伸之 - 髙橋洋
- 千賀 和哉 - 入江甚儀
- 古閑 - 町田啓太
- 橋本 健太 - 高木星来
- 永田 広樹 - 横山幸汰
- 藤木 - 木下ほうか
- 内藤 翼 - 金田耀生
- 藤田 英明 - 本間翔
- 漁師 - 北別府学

#### 5年前 ワゴン事故
- 橋本 義明 - 吉岡秀隆
- 橋本 健太 - 高木星来
- 橋本 花織 - 中島ひろ子
- 伊藤 順平 - 須田邦裕

#### 30年前 福山市鞆の浦
- 竹岡 - 山本亨
- 若い衆 - 小橋正佳、三宅十空、日笠圭、岩間天嗣
- 竹岡 光史 - 中澤準
- 高橋 - 天野勝弘
- その他 - 柿辰丸（借金主）

### スタッフ
- 原作 - 重松清『流星ワゴン』（講談社文庫刊）
- 脚本 - 八津弘幸、松田沙也
- 音楽 - 千住明
- 演出 - 福澤克雄、棚澤孝義、田中健太
- 主題歌 - サザンオールスターズ「イヤな事だらけの世の中で」（タイシタレーベル / ビクターエンタテインメント）[7]
- 脚本協力 - 松田沙也
- 撮影監督 - 淺野太郎
- 美術プロデューサー・デザイナー - 大西孝紀
- タイトル - 井田久美子
- 選曲 - 御園雅也
- 医療指導 - 岩崎善毅
- 特殊メイク - 飯田文江
- 方言指導 - 日笠圭
- 特別協力 - SEIKO
- プロデューサー - 伊與田英徳、川嶋龍太郎
- 製作著作 - TBS

### 放送日程
| 第1話                                                      | 1月18日 | 110万部のベストセラー小説初の映像化 親と子の感動サクセスストーリー誕生!! 父が自分の年齢の時この苦境をどう乗り越えただろうか!?涙のドタバタ展開!! | 八津弘幸          | 福澤克雄 | 11.1% |
| 第2話                                                      | 1月25日 | 笑って泣ける親子の新コンビ! 土下座愛 | 八津弘幸 松田沙也 | 福澤克雄 | 11.7% |
| 第3話                                                      | 2月01日 | 10分拡大スペシャル 成功への道〜鉄棒感動物語! 奇跡を起こせ                                                                                       | 八津弘幸 松田沙也 | 福澤克雄 | 11.1% |
| 第4話                                                      | 2月08日 | 夫の愛で妻を救え! 妻の秘密? 笑いと涙の家族愛!!                                                                                                  | 八津弘幸 松田沙也 | 棚澤孝義 | 9.6%  |
| 第5話                                                      | 2月15日 | ママを探しに大奮闘 健太の願いを叶えろ | 八津弘幸 松田沙也 | 田中健太 | 8.3%  |
| 第6話                                                      | 2月22日 | チュウさんVS忠さん 頑固オヤジを倒せ!! | 八津弘幸 松田沙也 | 福澤克雄 | 9.0%  |
| 第7話                                                      | 3月01日 | 健太の別れは好かん 吹雪の肩車で奇跡を | 八津弘幸 松田沙也 | 棚澤孝義 | 9.0%  |
| 第8話                                                      | 3月08日 | 最終章! チュウさん流で大暴れ!! 父の愛 | 八津弘幸 松田沙也 | 田中健太 | 11.0% |
| 第9話                                                      | 3月15日 | 最終回前!〜妻の本音。君を愛してる!! | 八津弘幸 松田沙也 | 福澤克雄 | 10.1% |
| 最終話                                                     | 3月22日 | チュウさんへ感謝! ワゴンの謎、完結!! | 八津弘幸          | 福澤克雄 | 11.2% |
| 平均視聴率 10.3%（視聴率は関東地区、ビデオリサーチ社調べ） |         | |                   |          |       |

### 原作との相違点
- 原作では一雄、忠雄の故郷は「瀬戸内海に面したふるさとの町」と記述されており街の名前は不詳だが、福澤が瀬戸内海全ての海岸をロケハンしたところ、広島県福山市鞆の浦を気に入り、二人の故郷として設定した[9]。
- 演じる西島に合わせて、一雄の年齢は43歳（原作では38歳）の設定となっている。また、ドラマでは一雄と忠雄の年齢差は30歳（原作では25歳）の設定に変更されたため、忠雄の年齢・享年も73歳（原作では63歳）に引き上げられた。
- ドラマ化に伴い、原作にあった性的描写はカットされている。その分、ドラマオリジナルのエピソードが多数追加された。

### コラボレーション
日本全国のローソン各店で2015年1月1日から期間限定でテレビドラマ化を記念して「流星ワゴン×LAWSON」のキャンペーンを実施。主演の西島と香川のコメント付き店内放送や、番組のオリジナルグッズなどを販売する。
| TBS系 日曜劇場                            | TBS系 日曜劇場                       | TBS系 日曜劇場                                                     |
| 前番組                                    | 番組名                               | 次番組                                                             |
| ----------------------------------------- | ------------------------------------ | ------------------------------------------------------------------ |
| ごめんね青春! （2014.10.12 - 2014.12.21） | 流星ワゴン （2015.1.18 - 2015.3.22） | TBSテレビ開局60周年特別企画 天皇の料理番 （2015.4.26 - 2015.7.12） |